# Bryan Alceus
Bryan Alceus, né le 1er février 1996 à Colombes, est un footballeur international haïtien. Il joue au poste de milieu de terrain.

## Biographie

### En club
En juillet 2019, Alceus rejoint le Paris FC qui joue en Ligue 2. Avec seulement quatre entrées en jeu à son actif pour 49 minutes de jeu, il est prêté le 17 janvier 2020 au FC Bastia-Borgo, évoluant en National. Au terme de la saison, il n'est ni conservé par le club corse, ni par le club francilien. 

### En équipe nationale
En février 2012 il participe à un stage à Clairefontaine avec l'équipe de France U16.
Il reçoit sa première sélection en équipe d'Haïti le 29 mai 2016, en amical contre la Colombie (défaite 3-1).
En 2019, il participe à la Gold Cup. Lors de cette compétition, il joue cinq matchs. Les Haïtiens s'inclinent en demi-finale face au Mexique.